# Dei Nuovi Animali
Dei Nuovi Animali è un album di MusicaPerBambini, pubblicato nel 2011 con l'etichetta Trovarobato.

## Tracce
Testi e musiche di Manuel Bongiorni.
1. La Bibbia Della Scimmia – 1:28
2. Tartarugola (feat. Caparezza) – 2:26
3. Tavola Calda Periodica – 1:48
4. Simulatore Di Spettri 1 (Il Cimitero Dei Morti) – 0:45
5. Come la Minestra – 3:49
6. GianTarlo (feat. Giovanni Gulino) – 2:20
7. :) – 1:42
8. Simulatore Di Spettri 2 (Barassiti) – 1:00
9. Amore Di Marmo – 5:15
10. Uomo Da Laboratorio – 2:03
11. Quarto, Naso Mutante – 2:43
12. Simulatore Di Spettri 3 (Tombe Intelligenti) – 0:43
13. Il Sogno Del Computer – 3:45
14. Ci Vorrebbe una Fabbrica – 2:15
15. Nuovo Animale – 2:37
16. Simulatore Di Spettri 4 (Happy Taffio) – 1:21
17. Mappamondista – 8:55